# Johan de Knuyt

Johan de Knuyt

Johan de Knuyt (* 5. März 1587 in Middelburg; † 17. Dezember 1654 ebenda) war Gesandter der Provinz Zeeland bei den Westfälischen Friedensverhandlungen in Münster und Osnabrück.

## Leben

### Herkunft und Familie
Johan de Knuyt wurde als Sohn des Laurents de Knuyt und seiner Gemahlin Marguerite Lenaerts geboren. Im Jahre 1610 heiratete er Carolina Tenys. Aus der Ehe ging die Tochter Margarethe (1610–1667, ⚭ Johan van Cattendijk) hervor.

### Werdegang und Wirken
Als Bürgermeister der Stadt Middelburg wurde Johan im Jahre 1616 Deputierter der Zeeländer Staaten bei der Generalitätsrechenkammer in Den Haag. Als Berater des Prinzen Friedrich Heinrich von Oranien hatte er im Jahre 1630 entscheidenden Anteil an der Behauptung des Fürstentums Oranien gegen Frankreich. Daraufhin wurde er zum Vorsitzenden der Zeeländer Staaten gewählt. In dieser Funktion erhielt er eine jährliche Rente von 2000 Gulden und wurde mit vielen wichtigen diplomatischen Angelegenheiten betraut. So war er im Jahre 1634 in Paris, um gemeinsam mit Adriaan Pauw ein Bündnis gegen Spanien zu initiieren. Dort wird er von Ludwig XIII. in den Michaelsorden aufgenommen. 1643 nominierte ihn die Provinz Zeeland als Gesandten zu den Westfälischen Friedensverhandlungen. Weil er sich gegen den Willen seiner Provinz für den Abschluss eines Friedensvertrages einsetzte, kam er in den Ruf eines Intriganten. Angeblich soll er von den Spaniern mit 100.000 Escudos bestochen worden sein. Im Januar 1647 kam er unter Führung des Barthold van Gent nach Osnabrück, um den mit den Oraniern verbundenen Brandenburger Kurfürsten Friedrich Wilhelm gegen Schweden zu unterstützen. Mit dem Prinzen Wilhelm II. von Oranien stand sich Johan – anders als mit dessen Vater Friedrich Heinrich – nicht gut. Im Oktober des Jahres wurde er als Rat des Statthalters entlassen. An der Ratifikation der Verträge von Münster durfte er nicht teilnehmen, da er – gegen den ausdrücklichen Willen Zeelands – am 30. Januar 1648 einen Bündnisvertrag mit Frankreich unterzeichnet hatte. Die Provinz Zeeland stimmte erst am 30. Mai 1648 – widerwillig – den Friedensverträgen zu. Die Verhandlungen im Jahre 1649 mit Spanien über Gebietsabtretungen waren seine letzte diplomatische Mission. Er wurde als Vertreter der Zeeländer Stände abgewählt, weil er den Frieden mit den Spaniern nicht verhindern konnte.

### Sonstiges
Johan kaufte vom Haus Oranien die Herrschaft Weelde mit dem Ort Ravels.